# Cecka Cačevová
Cecka Cačevová (bulharsky Цецка Цачева Данговска; * 24. května 1958 Dragana, obština Ugărčin, Lovečská oblast, Bulharsko) je bulharská právnička a politička strany GERB. Coby ministryně spravedlnosti úřadovala od 4. května 2017 do 5. dubna 2019 ve třetí vládě Bojko Borisova. Předtím ve dvou obdobích předsedala Národnímu shromáždění. Je první ženou v této funkci od vytvoření Národního shromáždění v roce 1878.

## Životopis
Pochází ze vsi Dragana v obštině Ugărčin Lovečské oblasti. V Plevenu absolvovala střední školu s matematickým zaměřením. Poté studovala práva a v roce 1976 graduovala na Sofijské univerzitě. Advokátní praxi vykonávala v Plevenu, kde vstoupila do tamní advokátní komory a následně pracovala sedm a půl roku pro plevenský magistrát jako hlavní právní poradkyně. Provdala se za architekta Rumena Dangovského, spolu mají syna Rumena, který ve Spojených státech studuje matematiku na MIT.

## Politická kariéra

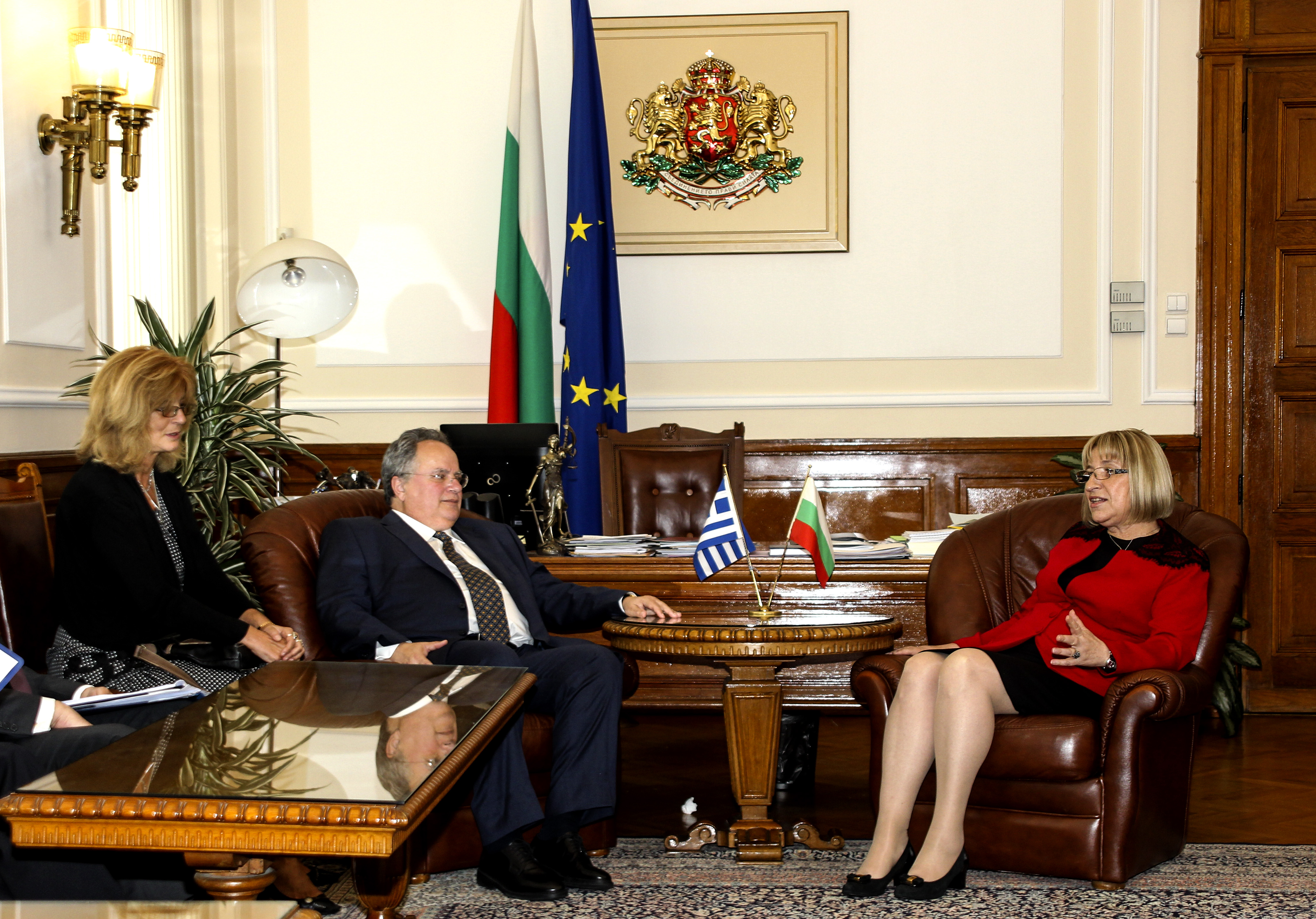
Cecka Cačevová s řeckým ministrem zahraničí Nikosem Kotziasem v roce 2015

Až do zhroucení socialismu v roce 1989 byla členkou Bulharské komunistické strany, kterou okamžitě po změně režimu opustila a vstoupila do Bulharské socialistické strany. V roce 2007 byla na kandidátce strany GERB Bojko Borisova zvolena do městské rady Plevenu. V témže roce byla stranickou kandidátkou GERBu na úřad starosty. Zvolena nebyla, když Najden Zelenogorskij ze Svazu demokratických sil zvítězil přímo v prvním kole a obhájil třetí termín. Skončila až na třetím místě za kandidátem Bulharské socialistické strany Vasilem Antonovem.
Ve volbách do parlamentu v roce 2009 byla na předním místě kandidátky GERBu v plevenské oblasti. Byla zvolena se 36,92 % preferenčních hlasů, celkem ji volilo 54 880 voličů. Ve volbách strana dosáhla přesvědčivého vítězství a Cačevová se stala kandidátkou na předsednictví bulharskému parlamentu. Byla jednomyslně zvolena 227 hlasy 240 hlasujících. Ve sněmovně náležela k reformně smýšlející skupině kolem místopředy vlády Simeona Djankova. Zajistila schválení několika legislativních balíčků, jejichž cílem bylo snížit zátěž pro podnikání a čelit hrozícímu kolapsu bankovního systému.

### Prezidentská kandidátka
Cecka Cačevová byla stranickou kandidátkou GERBu v prezidentských volbách v roce 2016; kandidátem na viceprezidentskou funkci byl Plamen Manušev. Do voleb šla s heslem Matka národa (Майката на нацията), což v Bulharsku vyvolalo množství sarkastických komentářů. Úřadující premiér Bojko Borisov ji výrazně podpořil a s její kandidaturou spojil své setrvání ve funkci. Když ve volbách nakonec zvítězil bývalý náčelník bulharského letectva Rumen Radev, Bojko Borisov rezignoval.